# Route 367 (Québec)
Pour les articles homonymes, voir Route 367.
La route 367 (R-367) est une route régionale québécoise d'orientation nord / sud située sur la rive nord du fleuve Saint-Laurent. Elle dessert les régions administratives de la Capitale-Nationale et de la Mauricie.

## Tracé
La route 367 débute à Saint-Augustin-de-Desmaures à l'angle de la route 138. Après avoir traversé le centre-ville de Saint-Raymond, elle atteint son point le plus au nord à Rivière-à-Pierre. Elle redescend ensuite vers le sud-ouest pour se terminer à l'intersection de la route 363 à Lac-aux-Sables. Bien que techniquement orientée du nord au sud, elle comporte de longues portions dirigées d'ouest en est.
La route 367 se terminait jadis à Rivière-à-Pierre, mais elle a été prolongée durant les années 1990 pour rejoindre Lac-aux-Sables, en passant par Notre-Dame-de-Montauban. En 2011, des travaux de réaménagement de la route 367 ont été entrepris afin de diminuer l'impact de l'augmentation du débit de circulation sur cette route.

## Localités traversées (du sud au nord)
Liste des municipalités dont le territoire est traversé par la route 367, regroupées par municipalité régionale de comté.

### Capitale-Nationale
Hors MRC
- Saint-Augustin-de-Desmaures

La Jacques-Cartier

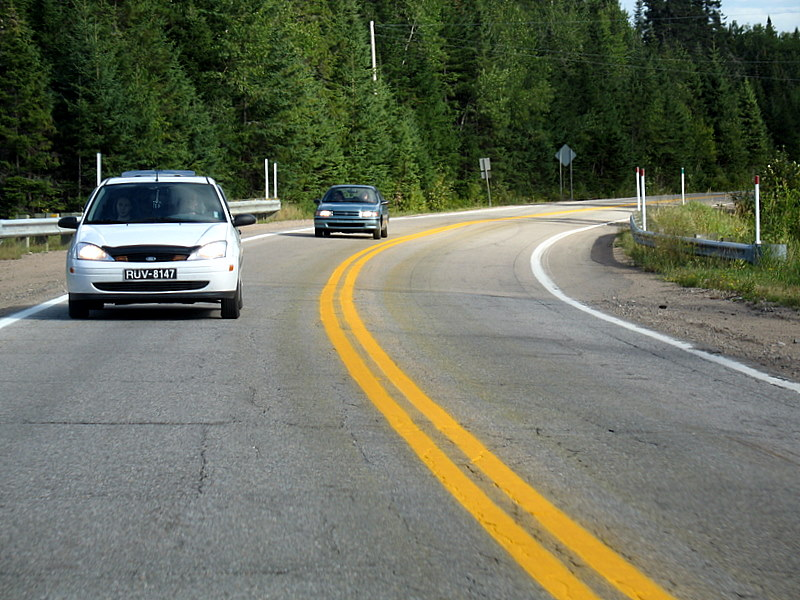
La route 367 à Rivière-à-Pierre

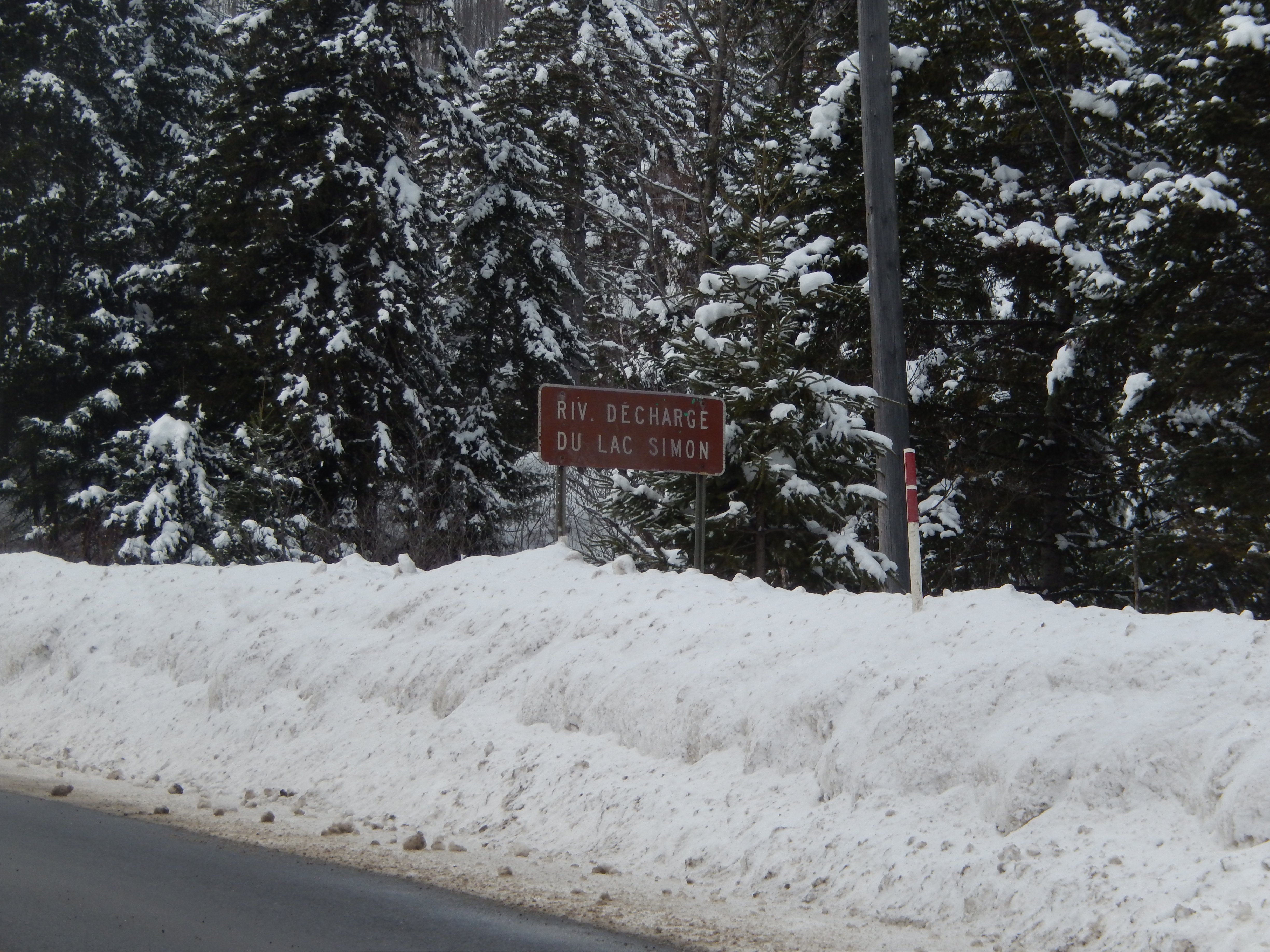
La route 367 à Saint-Léonard-de-Portneuf

- Sainte-Catherine-de-la-Jacques-Cartier

Portneuf
- Lac-Sergent
- Saint-Raymond
- Saint-Léonard-de-Portneuf
- Rivière-à-Pierre

### Mauricie
Mékinac
- Notre-Dame-de-Montauban

### Capitale-Nationale
Portneuf
- Saint-Ubalde

## Intersections majeures
| MRC                     | Municipalité                           | km    | Destinations                                     | Notes                                    |
| ----------------------- | -------------------------------------- | ----- | ------------------------------------------------ | ---------------------------------------- |
| Québec                  | Saint-Augustin-de-Desmaures            | 0,00  | R-138 – L'Ancienne-Lorette, Neuville, Donnacona  |                                          |
| Québec                  | Saint-Augustin-de-Desmaures            | 2,10  | A-40 – Montréal, Québec                          | Sortie 295 de l'A-40                     |
| Québec                  | Saint-Augustin-de-Desmaures            | 5,20  | R-358 est – L'Ancienne-Lorette                   | Terminus sud du multiplex avec la R-358  |
| Québec                  | Saint-Augustin-de-Desmaures            | 7,80  | R-358 ouest – Pont-Rouge                         | Terminus nord du multiplex avec la R-358 |
| La Jacques-Cartier      | Sainte-Catherine-de-la-Jacques-Cartier | 16,70 | R-369 sud – Shannon                              | Terminus nord de la R-369                |
| Portneuf                | Saint-Raymond                          | 38,10 | R-365 sud vers R-354 – Pont-Rouge                | Terminus nord de la R-365                |
| Portneuf                | Saint-Ubalde                           | 98,90 | R-363 – Saint-Ubalde, Lac-aux-Sables, Saint-Tite |                                          |
| - Terminus de multiplex |                                        |       |                                                  |                                          |